# Film płaszcza i szpady

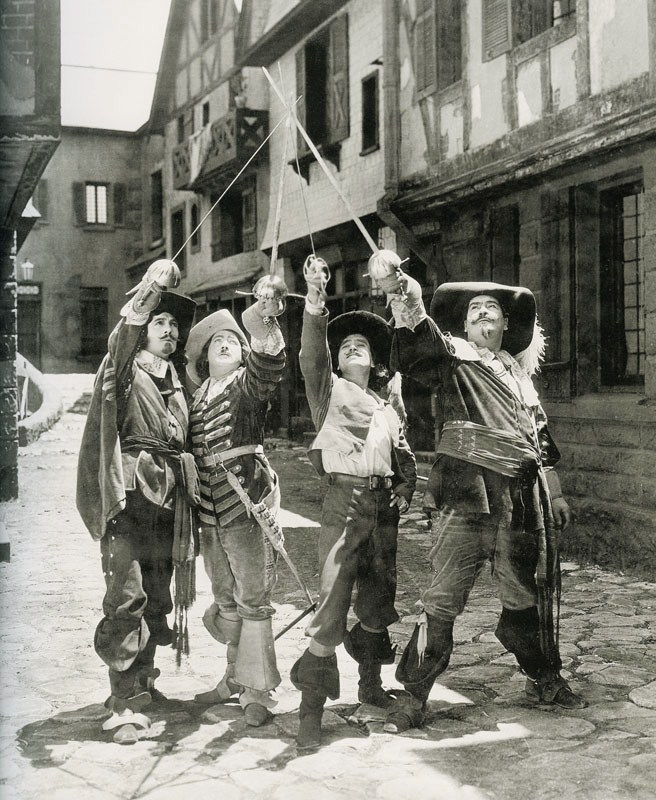
Kadr z filmu Trzej muszkieterowie

Filmy płaszcza i szpady (fr. film de cape et d’épée, ang. swashbuckler film) – gatunek filmów kostiumowych, których tematem są awanturnicze przygody obfitujące w pojedynki. Wśród klasycznych przykładów filmów płaszcza i szpady wymienia się Znak Zorro (1940) Roubena Mamouliana, Płomień i strzałę (1950) Jacques'a Tourneura, Scaramouche'a (1952) George'a Sidneya, Fanfana Tulipana (1952) Christiana-Jaque'a.